# Gil Cuadros
Gil Cuadros (22 de julio de 1962 - 29 de agosto de 1996) fue un poeta gay latino, ensayista, y ceramista, conocido por sus escritos acerca del impacto del sida.

## Biografía
Cuadros creció en Montebello, California, sus padres eran oriundos del norte de California. Nunca tuvo una relación cercana con su padre. Asistió a la escuela secundaria Schurr High School, donde conoció a la fotógrafa Laura Aguilar, quienes fueron amigos muy cercanos por el resto de sus vidas. Después de la secundaria, Gil Cuadros estudió en el East Los Angeles College durante un año, antes de pasar al Pasadena City College. Cuadros trabajó en un laboratorio fotográfico donde conoció a su amante, John Edward Milosch. En 1987, Milosch fallece y Cuadros es diagnosticado de VIH.
Laura Aguilar animó a Cuadros para que asistiera a los talleres de escritura de Terry Wolverton dirigidos a personas con VIH en el Los Angeles LGBT Center, lo que Cuadros hizo en 1988, iniciándose allí su pasión por la escritura. A pesar de que inicialmente se le diagnosticó solo seis meses de vida, Cuadros vivió ocho años más, después de este pronóstico, declarando que «escribir literalmente salvó mi vida o al menos extendió mi vida».
Cuadros ganó la beca Brody Literature Fellowship en 1991 y fue uno de los primeros beneficiarios de las subvenciones para escritores con VIH de la organización internacional literaria y de derechos humanos PEN Center USA / Capítulo Costa Oeste. El único libro de Cuadros, City of God (ciudad de dios) fue publicado en 1994.
Cuadros murió de sida a la edad de 34 años, el 29 de agosto de 1996. Joshua Guzmán escribió que la literatura de Cuadros tuvo su impacto en la historia del Ssida, por haber proporcionado un testimonio que «explora el impacto que el SIDA tuvo en la comunidad gay chicana».

## Temas

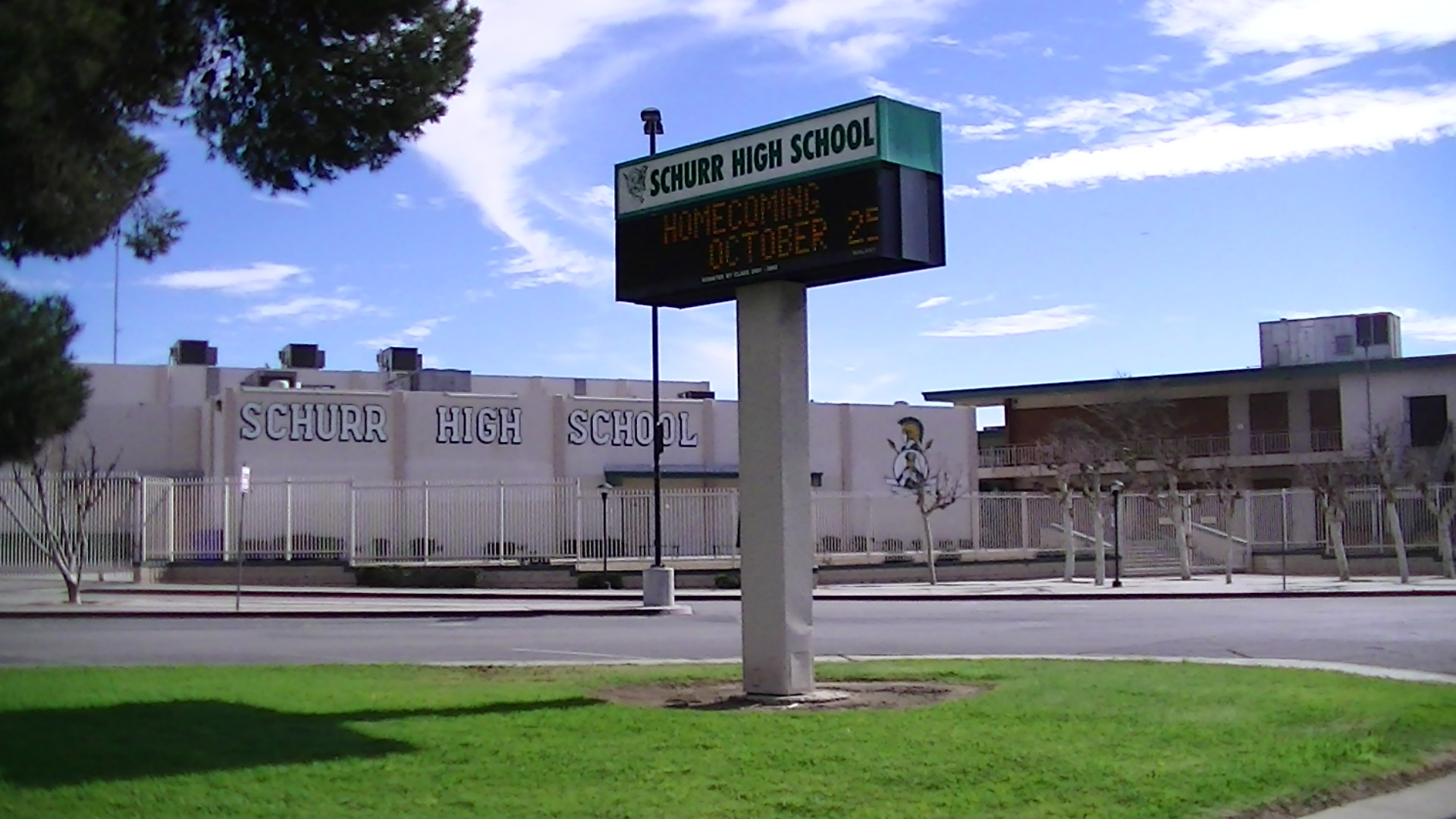
Fachada de la escuela secundaria Schurr HIgh School

El extenso libro que recoge el único trabajo de ficción de Cuadros, City of God, y otros de sus trabajos, son considerados los primeros de su tipo en proporcionar testimonios de los chicanos con SIDA. A través de sus trabajos, y especialmente de City of God (1994), Cuadros da visibilidad a dos identidades que a menudo son negadas dentro de la comunidad chicana: la homosexual y el haber contraído VIH. Por ello Cuadros juega con los temas del sexo, la muerte, y el hogar.

### Comentarios
José Monteagudo, Rafael Ocasio, Raúl Homero Villa, and Rafael Pérez-Torres han expresado que el trabajo de Gil Cuadros aún debe ser completamente reconocido y valorado. Raúl Homero Villa ha expresado que la producción literaria de Cuadros le ha brindado a los lectores queer una visión del espacio cambiante del este de Los Ángeles, así como de su «geografía chicana fracturada». José Monteagudo ha dedicado su tiempo en escribir una crítica de City of God (1994). Rafael Ocasio ha argumentado que los testimonios sobre el SIDA de Cuadros y del escritor exiliado cubano, Reinaldo Arenas, en sus respectivas narrativas han proporcionado a sus comunidades una «fundación» que les ha servido para empoderarse. Rafael Pérez-Torres ha afirmado que el trabajo de Cuadros «es ilustrativo de la complicada intersección entre raza y sexualidad queer».

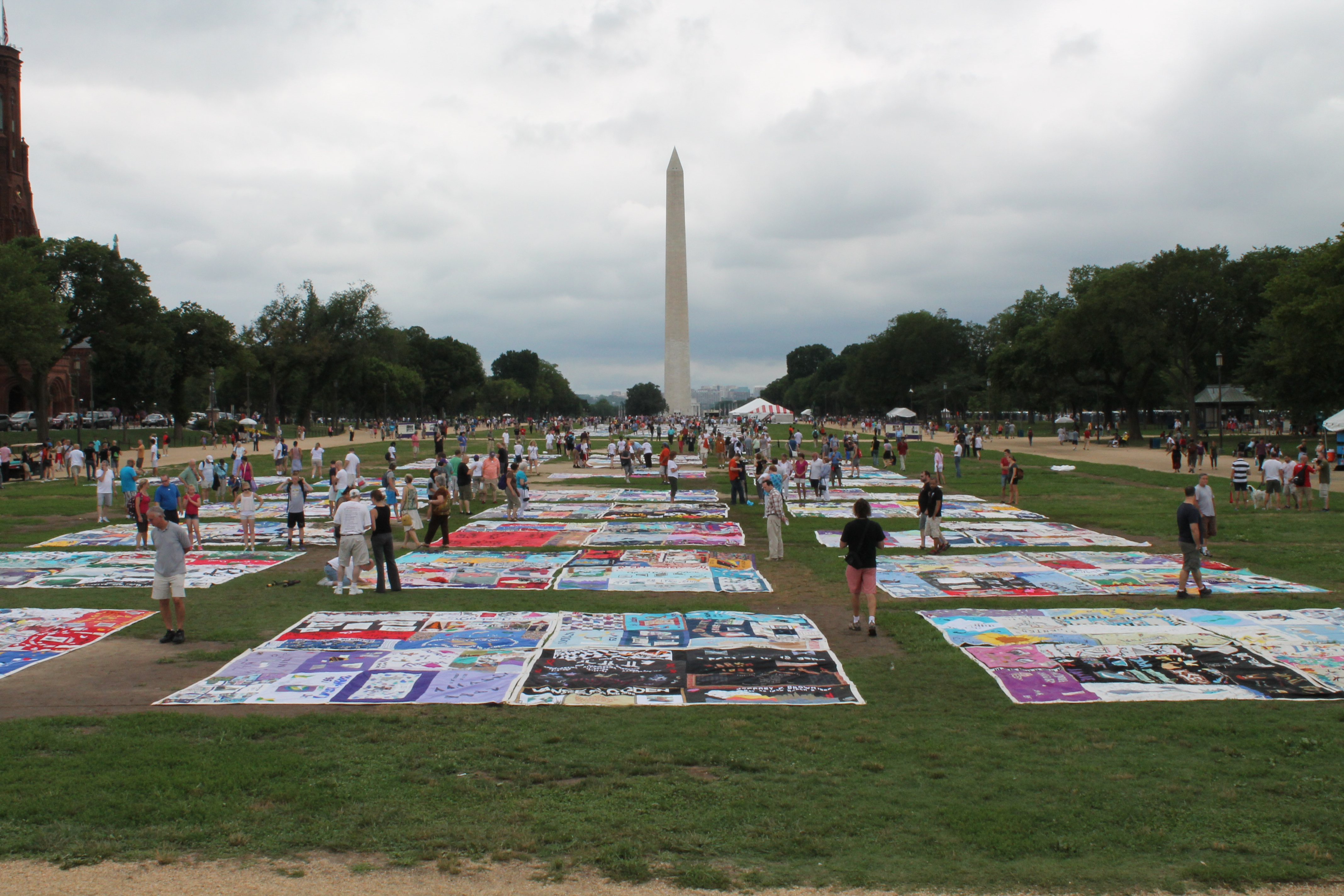
Proyecto "Nombres" del edredón conmemorativo, con el que se recuerda a las víctimas del VIH

## Trabajos

### Libros
- City of God (1994)

### Apariciones
- Indivisible: Ficción Corta Nueva por West Coast Gay and Lesbian Writers (1991)
- Riesgo alto 2: Escritos sobre Sexo, Muerte y Subversion (1994)
- Murmullos de sangre: L.A. Writers on AIDS, Volumen 1 (1994)

## Otras lecturas
- Allatson, Paul (2007). «"My Bones Shine in the Dark": AIDS and the De-Scription of Chicano Queer in the Work of Gil Cuadros». Aztlan: A Journal of Chicano Studies 32 (1): 23-52.
- Ramírez, Horacio N. Roque (1 de enero de 2006). «Borderlands, Diasporas, and Transnational Crossings: Teaching LGBT Latina and Latino Histories». OAH Magazine of History 20 (2): 39-42. doi:10.1093/maghis/20.2.39.